# Sammie Henson
Samuel ("Sammie") Henson, född den 1 januari 1971 i Saint Louis, Missouri, är en amerikansk brottare som vid VM 1998 i Teheran, Iran, tog en guldmedalj i freestyle för USA. I finalen besegrade han Namiq Abdullayev från Azerbajdzjan. Han vann också en silvermedalj vid de olympiska sommarspelen år 2000 i fristil, flugviktsklassen. I finalen förlorade han då mot samme Abdullayev. Vid 36 års ålder tävlade han också i VM i Guanzgoua, China, där han tog en bronsmedalj. 1998 blev han utnämnd till årets brottare (Wrestling's Man of the Year). Han har också arbetat som brottningscoach vid University of Oklahoma och haft flera andra tjänster inom brottningen.